# Juan Pablo Montes
Juan Pablo Montes Montes (ur. 26 października 1985 w Sulaco) – honduraski piłkarz występujący na pozycji środkowego obrońcy, reprezentant kraju, obecnie zawodnik Olimpii.

## Kariera klubowa
Montes rozpoczynał swoją karierę piłkarską w klubie Atlético Olanchano z miasta Catacamas, w którego barwach zadebiutował w Liga Nacional de Fútbol de Honduras w 2006 roku. Ogółem w tej drużynie występował bez większych sukcesów przez kolejne dwanaście miesięcy, po czym przeszedł do zespołu CD Victoria z siedzibą w La Ceiba. Tam spędził z kolei następne cztery lata, przeważnie w roli podstawowego zawodnika, lecz również nie potrafił zanotować żadnego osiągnięcia. W połowie 2011 roku podpisał umowę z inną ekipą z tego samego miasta, CDS Vida, lecz już w lipcu, podczas przygotowań do sezonu, złamał prawą nogę, wskutek czego musiał pauzować przez ponad sześć miesięcy i nie zdołał wystąpić w oficjalnym spotkaniu jako piłkarz Vidy. W styczniu 2012 został zawodnikiem klubu CD Necaxa ze stołecznej Tegucigalpy, gdzie występował jako rezerwowy przez pół roku, po czym przeniósł się do Platense FC z miasta Puerto Cortés, po fuzji tego zespołu z Necaxą.
Latem 2013 Montes przeszedł do stołecznej drużyny FC Motagua.

## Kariera reprezentacyjna
W 2013 roku Montes został powołany przez kolumbijskiego selekcjonera Luisa Fernando Suáreza na turniej Copa Centroamericana, podczas którego 18 stycznia w zremisowanym 1:1 meczu fazy grupowej z Salwadorem zadebiutował w seniorskiej reprezentacji Hondurasu. Premierowego gola w kadrze narodowej strzelił już w kolejnym występie, cztery dni później w grupowej konfrontacji z Panamą, również zremisowanej 1:1. Podczas tej imprezy stworzył w swojej drużynie podstawowy duet stoperów z Víctorem Bernárdezem, rozgrywając wszystkie cztery spotkania od pierwszej do ostatniej minuty, a Honduranie zajęli ostatecznie drugie miejsce w rozgrywkach.